# NPO 3
«NPO 3» — нидерландский общественный телеканал. Входит в NPO.

## История
Официально начал вещание 4 апреля 1988 года. До 19 августа 2014 — Nederland 3

## Популярность
По состоянию на ноябрь 2014 года с долей аудитории в 6,3% это четвёртый самый смотримый телеканал Нидерландов.